# Зорин, Валентин Сергеевич
Валенти́н Серге́евич Зо́рин (9 февраля 1925, Москва СССР — 27 апреля 2016, Москва, Россия) — советский и российский историк-американист, телеведущий, журналист, политический обозреватель Центрального телевидения и Всесоюзного радио. Доктор исторических наук (1962). С 2014 года — политический обозреватель Международного информационного агентства «Россия сегодня». Заслуженный работник культуры РСФСР (1973). Лауреат Государственной премии СССР (1976).

## Биография
Родился в 1925 году в Москве. На время начала Великой Отечественной войны, Зорину было 16 лет, а уже в ноябре - декабре 1941 года, он участвовал в обороне столицы Москва под городом Волоколамском (Московская область) в комсомольском батальоне Краснопресненского района. В сентябре 1943 года поступил в МГУ на новый факультет международных отношений, который в декабре 1944 года был преобразован в Московский государственный институт международных отношений (МГИМО). Таким образом, В. Зорин был в 1948 году в первом выпуске Института международных отношений МИД СССР. Член КПСС (1945—1991, написал заявление о выходе из партии 19.08.1991). Позже сам характеризовал себя как «ярого антисталиниста», «шестидесятника», «большую часть своей жизни был в рамках цензуры и самоцензуры».
Был первым редактором институтской студенческой стенгазеты «Международник» (с 1968 г. выходит как печатное издание), а также в качестве внештатного автора сотрудничал с газетой «Комсомольская правда».
С 1948 по 1955 год по рекомендации Ю.Б. Левитана работал обозревателем международного отдела «Последних известий» Всесоюзного радио.
С 1955 по 1965 год был заместителем главного редактора «Последних известий» на радиостанции «Маяк». В качестве специального корреспондента освещал зарубежные официальные поездки советских руководителей. В частности, в 1956 г. сопровождал делегацию во главе с первым секретарем ЦК КПСС Никитой Хрущевым и председателем Совета министров Николаем Булганиным в ходе ее визита в Великобританию.
В 1955 году  в Московском областном педагогическом институте им. Н. К. Крупской (ныне Государственный университет просвещения) защитил диссертацию на соискание ученой степени кандидата исторических наук на тему «Реакционный курс внутренней политики правительства республиканской партии США (ноябрь 1952 г. - ноябрь 1954 г.)».
В 1962 году  защитил диссертацию на соискание степени доктора исторических наук на тему «Монополии и основные направления внутренней политики США: внутриполитический курс правительства республиканцев 1952—1960 гг.».
С 1965 года — политический обозреватель Центрального телевидения и Всесоюзного радио. Зорин занял эту должность первым в СССР.                                                                                                      В 1965—1967 годах — профессор МГИМО, заведующий кафедрой международной журналистики.
С 1968 года — сотрудник Института США и Канады АН СССР, в организации которого принял большое участие, — как вспоминал Г. А. Арбатов, называвший Зорина своим ближайшим другом. Возглавлял отдел внутренней политики (до 1973 года), был главным научным сотрудником.
В 1970—1980-х годах — ведущий телепередач «Сегодня в мире», «9-я студия», «Ленинский университет миллионов», «Международная панорама», «Недипломатические беседы», автор цикла телефильмов «Америка семидесятых» и др.
С 2000 по 2014 год — политический обозреватель государственной радиокомпании «Голос России» (вёл рубрику «Взгляд из Москвы»).
Являлся президентом Международной неправительственной организации «Интервидение».
С 2014 по 2016 год — политический обозреватель Международного информационного агентства «Россия сегодня». Поддержал политику Владимира Путина в отношении Крыма и Украины.

### «9-я студия»
Периодическая информационно-аналитическая передача, начала выходить по субботам в эфир в 1974 году. Первая телевизионная программа в СССР, освещающая международную политику с участием приглашенных гостей.
Название объясняется производством в 9-й студии Останкинского телевизионного центра.
В течение 50 минут ведущим Зориным и приглашёнными экспертами обсуждалась одна тема. Передачу запрещали 4 раза, приостанавливали выход в эфир, но она возвращалась и в итоге просуществовала 14 лет до 1988 года.

### Прочая деятельность
Зорин брал интервью у многих лидеров стран мира и ведущих международных политических деятелей (среди них — Джон Кеннеди, Роберт Кеннеди, Эдвард Кеннеди, Шарль де Голль, Индира Ганди, Ясухиро Накасонэ, Маргарет Тэтчер, Гельмут Коль, Д. Эйзенхауэр, Р. Никсон, Д. Форд, Л. Джонсон, Дж. Картер, Р. Рейган, Д. Буш, Б. Клинтон, Х. Перес де Куэльяр, Г. Киссинджер, Н. С. Хрущёв, Л. И. Брежнев, Ю. В. Андропов, М. С. Горбачёв).
Во время знаменитой встречи между А. Косыгиным и Л. Джонсоном в Глазборо (1967 год) в составе советской делегации Зорин выступал в качестве советника.
Во время встреч на высшем уровне президента СССР М. Горбачёва с Г. Киссинджером, Шульцем, Бейкером, Рокфеллером, Дюпоном, Фордом-младшим выполнял роль эксперта.
Принимал участие в работе 3-й сессий Генеральной ассамблеи ООН в качестве эксперта советской делегации.
С 1996 года — академик Международной академии информатизации.
В 1998—2002 годах был председателем совета директоров телесети «Прометей—АСТ».
Действительный член Международной академии информационных процессов и технологий.
Валентин Зорин является автором книг: «Некоронованные короли Америки», «Америка семидесятых», «Владыки без масок», «Мистеры миллиарды», «Противоречивая Америка» (сборник «Противоречивая Америка» — по текстам сценариев телевизионных циклов, фильмов и программ с фотографиями: «Владыки без масок», «Противоречивая Америка», «США: опасность справа», «Америка: осень—71», «Америка спустя три года»). 2000 — «Неизвестное об известном». Его произведения переведены на английский, венгерский, монгольский, немецкий и словацкий языки.
Почётный президент Федерации мира и согласия.

### Смерть
Скончался 27 апреля 2016 года в Москве на 92-м году жизни. Похоронен 30 апреля в Москве на Троекуровском кладбище.

## Семья
Отец — Сергей Максимович Зорин (1897— ?)
Мать — Юдифь Борисовна Зорина (1905—?), юрист.
Жена — Кира Григорьевна Соколова (род. 1928).
- Дочь — Екатерина Валентиновна Зорина (род. 1954)
  - Внучка — Евдокия Толкачёва—Зорина

## Избранная библиография
- Республиканская партия США у власти. М.: Госполитиздат, 1958. — 87 с.
- Монополии и политика США. М., 1960.
- В космосе советский человек. М., 1961. — 32 с.
- Некоронованные короли Америки. М.: Политиздат, 1962. — 176 с. (второе дополненное издание в 1967 году (344 стр); всего вышло 5 изданий)
- Доллары и политика Вашингтона. М.: Международные отношения, 1964. — 610 с.
- Династия Морганов. М.: Политиздат, 1965. — 64 с.
- Мистеры миллиарды. М., 1968. (второе издание в 1972 году; всего 9 изданий)
- Владыки без масок. М., 1969 (второе издание в 1972).
- Противоречивая Америка. Сценарии телевизионных передач и фильмов. М., 1976.
- Доллары и власть в Вашингтоне. М., 1978. — 64 с.
- Америка семидесятых. Телевизионные фильмы. М., 1980.
- Неизвестное об известном. М.: Вагриус, 2000. — 270 с. ISBN 5-264-0070-7

## Награды и премии

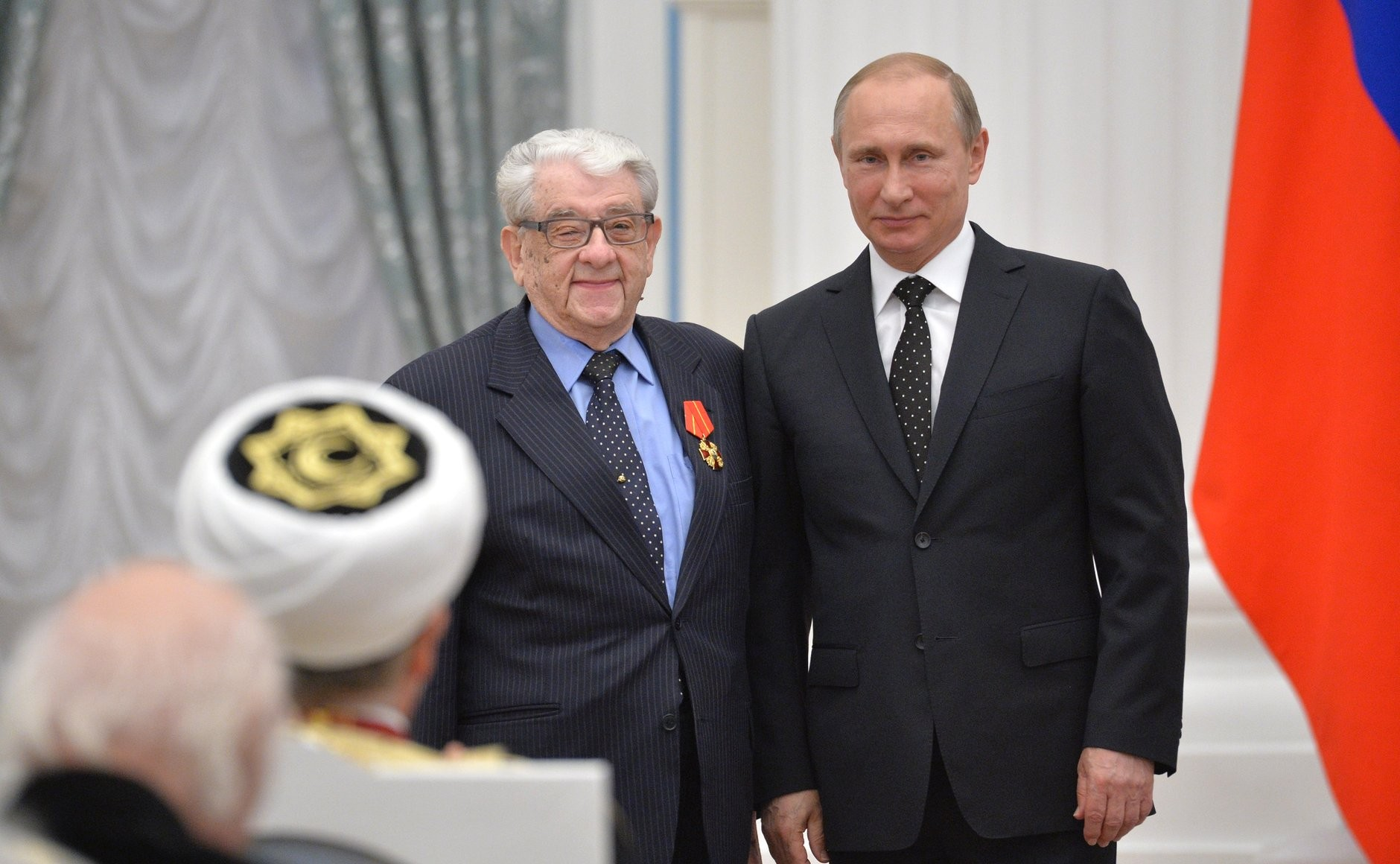
Награждение орденом Александра Невского. 21 мая 2015 года

- Орден Александра Невского (8 марта 2015 года) — за большой вклад в развитие журналистики и телерадиовещания, многолетнюю плодотворную деятельность[11]
- Орден Почёта (5 мая 2003 года) — за многолетнюю плодотворную работу в области культуры, печати и телерадиовещания[12]
- Орден Дружбы (30 октября 2009 года) — за большой вклад в развитие отечественного радиовещания и многолетнюю плодотворную работу [13]
- Благодарность Президента Российской Федерации (5 сентября 2008 года) — за большой личный вклад в развитие отечественной журналистики и активную общественную деятельность[14]
- Орден Октябрьской Революции (8 февраля 1985 года) — за долголетнюю плодотворную работу по пропаганде внешнеполитического курса КПСС и Советского государства и в связи с шестидесятилетием со дня рождения[15]
- два ордена Трудового Красного Знамени
- Орден «Знак Почёта»
- Медаль «За оборону Москвы»
- Почётное звание «Заслуженный работник культуры РСФСР» (17 декабря 1973 года) — за заслуги в области советской культуры[16]
- Государственная премия СССР в области литературы, искусства и архитектуры (4 ноября 1976 год) — за документальный фильм «Трудные дороги мира»[17]
- Государственная премия РСФСР имени братьев Васильевых (18 декабря 1982 года) — за документальный полнометражный телевизионный фильм «Соль земли американской» производства творческого объединения «Экран»[18]
- Премия имени В. В. Воровского за 1966 год — за лучшую работу в области международной журналистики (за 18 радиобесед «Некоронованные короли Америки», а также памфлеты «Самый богатый человек в мире» и «Ханты и Кеннеди», опубликованные в журнале «Знамя»[19]).

## Память
Жизни и деятельности Валентина Зорина посвящен документальный фильм «Они были первыми. Валентин Зорин» из сериала «Свидетели» (автор — Мария Романова, режиссёр — Сергей Краус. ВГТРК, 2011 г.)
В книге писателя Михаила Веллера «Легенды Невского проспекта» Валентину Зорину посвящён отдельный рассказ, описывающий события из периода его работы в США в качестве собственного корреспондента ряда советских газет и агентств. В рассказе отмечалось, что Валентин Зорин был в сообществе советских журналистов известен под прозвищем «Валька-Помойка», ввиду того, что усиленно обличал американский политический строй и образ жизни, имея между тем всё лучшее от него.